# Piscina (Torí)
Piscina és un comune (municipi) de la ciutat metropolitana de Torí, a la regió italiana del Piemont, situat a uns 25 quilòmetres al sud-oest de Torí. A 1 de gener de 2019 la seva població era de 3.370 habitants.
Piscina limita amb els següents municipis: Cumiana, Pinerolo, Frossasco, Airasca i Scalenghe.

## Llocs d'interès
- Església parroquial barroca de Sant Grat d'Aosta (segle xviii), dissenyada per Giuseppe Gerolamo Buniva.
- Ala comunitària (Ala Comunale) (1699).
- Capella de Sant Roc (segle xvi).
- Museu d'Art Camperol.